# Teorema da decomposição de Doob–Meyer
O teorema da decomposição de Doob–Meyer é um teorema em cálculo estocástico que afirma as condições sob as quais um submartingale pode ser decomposto de forma única como a soma de um martingale e um processo crescente previsível. Recebe este nome em homenagem ao matemático norte-americano Joseph Leo Doob e ao matemático francês Paul-André Meyer.

## História
Em 1953, Doob publicou o teorema da decomposição de Doob, que dá uma única decomposição para certos martingales de tempo discreto. O matemático norte-americano conjeturou uma versão de tempo contínuo do teorema e, em duas publicações em 1962 e 1963, Meyer provou tal teorema, que se tornou conhecido como decomposição de Doob–Meyer. Em homenagem a Doob, o matemático francês usou o termo "classe D" para se referir à classe de supermartingales para os quais seu teorema da decomposição única se aplicava.

## Supermartingales de classe D
Um submartingale càdlàg {\displaystyle Z} é de classe D se {\displaystyle Z_{0}=0} e a coleção:
{\displaystyle \{Z_{T}\mid {\text{T um tempo de parada de valor finito}}\}}
for uniformemente integrável.

## Teorema
Considere {\displaystyle Z} um submartingale càdlàg de classe D. Então, existe um processo único, crescente e previsível {\displaystyle A} com {\displaystyle A_{0}=0} tal que {\displaystyle M_{t}=Z_{t}-A_{t}} é um martingale uniformemente integrável.